# Incertae sedis
Az incertae sedis – „bizonytalan helyzetű” – a rendszertanban használatos kifejezés egy taxon leírására, ha annak leszármazási viszonyai nem ismertek vagy határozatlanok.

## Példák
Az ember taxonómiáját általában a következőképpen határozzák meg:
- Domén: Eukaryota – a többi valódi sejtmagvas élőlénnyel együtt
  - Ország: Animalia – az összes többi állattal együtt
    - Törzs: Chordata – a többi gerincessel és gerinchúrossal együtt
      - Osztály: Mammalia – a többi emlőssel együtt
        - Rend: Primates – a többi főemlőssel együtt
          - Család: Hominidae – a többi hominidával együtt
            - Alcsalád: Homininae – a gorillákkal és csimpánzokkal
              - Tribusz: Hominini – a csimpánzokkal
                - Altribusz: Hominina – az Australopithecusszal és más ősemberekkel együtt
                  - Nem: Homo – a Homo erectus és más ősemberekkel együtt
                    - Faj: Homo sapiens – emberek

Ha a mai embert most fedeznék fel egy idegen civilizáció tudósai, akkor vagy a besorolása taxonómiai rejtélynek bizonyulna, vagy előfordulhatna, hogy incertae sedis besorolást kapna. Például, ha bizonytalan lenne a Homo nem besorolása a Hominidae család többi tagjához képest, a nagy főemlősök listája így nézhetne ki:
- Ország: Animalia
  - Törzs: Chordata
    - Osztály: Mammalia
      - Rend: Primates
        - Család: Hominidae
          - Nem: Homo incertae sedis
            - Alcsalád: Ponginae – orangután
            - Alcsalád: Homininae – gorilla és csimpánzok

Hasonlóan, ha az emberekről csak annyit tudnánk, hogy főemlősök, de egyéb rokoni kapcsolataikat nem ismernénk, a főemlősök rendszertani besorolása ehhez hasonló lenne:
- Ország: Animalia
  - Törzs: Chordata
    - Osztály: Mammalia
      - Rend: Primates
        - Nem: Homo incertae sedis
          - Család: Cercopithecidae – óvilági majmok
          - Család: Hominidae – hominidák
          - Család: Lemuridae – lemurok
          - stb.

## Okok, amiért egy taxonincertae sedisbesorolású lehet

### Nem szerepel az analízisben
Ha egy formális filogenetikus analízisből egy bizonyos taxont kihagynak, a szerzők dönthetnek úgy is, hogy a taxont incertae sedis megjelöléssel látják el, ahelyett hogy megtippelnék az elhelyezkedését. Ez különösen gyakori a molekuláris genetikai elemzéseknél, hiszen a ritkább élőlényekből szövetmintát szerezni nagyon nehéz is lehet. Szintén sűrűn előfordul, ha fosszilis taxonokat is szerepeltetnek, mivel a fosszíliákat gyakran részleges információk alapján írják le. Ha például az analízis gerincesek puha szöveteinek elemzésével készült, és a kérdéses taxonból egyetlen fogmaradvány áll rendelkezésre, akkor muszáj incertae sedis jelöléssel ellátni.

### Vitatott helyzetű
Ha egymásnak ellentmondó adatok vannak egy taxonról, illetve a kutatók nem jutottak megegyezésre a taxon rokoni viszonyaival kapcsolatban, akkor incertae sedis-ként listázhatják, amíg a konfliktus meg nem oldódik.

### Alapi helyzetű
Egyre gyakoribb a kladisztikus módszertant alkalmazó kutatók között, hogy az alapi helyzetű (bazális, vagy korán divergáló) taxont olyan kládba helyezik, ami tartalmazza az őseit, de ennél pontosabban nem határozzák meg a taxonómiai rangját. Például a főemlősök közös ősét a főemlősök (Primates) rendjébe helyeznék, de egyetlen családba sem sorolnák be. Ha bármelyik családba besorolnák (például Lemuridae), az arra utalna, hogy közelebbi rokonságban van a lemurok családjához mint a többi főemlőshöz, pedig a valóságban közel egyforma rokonságban van valamennyi főemlőssel.

## Fordítás
Ez a szócikk részben vagy egészben  az   Incertae sedis című angol Wikipédia-szócikk ezen változatának fordításán alapul.  Az eredeti cikk szerkesztőit annak laptörténete sorolja fel. Ez a jelzés csupán a megfogalmazás eredetét és a szerzői jogokat jelzi, nem szolgál a cikkben szereplő információk forrásmegjelöléseként.